# ماركوس فيرايز
ماركوس فيرايز (بالإنجليزية: Marcos Ferraez)‏ مواليد 27 أكتوبر 1966، هو ممثل ومخرج أمريكي بدأ مسيرته الفنية سنة 1994.

## الأعمال

### أفلام
- ماي سيستر كيبر (2009)

### مسلسلات
- المحيط الهادي الأزرق (1996) (بدور: فيكتور ديل تورو)
- الدرع (2003)
- الدرع (2004)
- أبناء الفوضى (2008)
- سي اس آي: نيويورك (2010)
- ذا منتاليست (2012)
- إن سي آي إس: لوس أنجلوس (2013)
- عقول إجرامية (2014)

## روابط خارجية
- ماركوس فيرايز على موقع IMDb (الإنجليزية)
- ماركوس فيرايز على موقع قاعدة بيانات الفيلم (الإنجليزية)